# Asano Nagasato
Asano Nagasato (jap. 永里 亜紗乃, Nagasato Asano; * 24. Januar 1989 in Atsugi, Präfektur Kanagawa) ist eine japanische Fußballspielerin, die beim 1. FFC Turbine Potsdam spielte.
Sie ist die Schwester der japanischen Fußballnationalspielerin Yūki Nagasato.

## Karriere
Die jüngere Schwester von Yūki Nagasato debütierte im Jahre 2007 für den Verein NTV Beleza in der Nihon Joshi Soccer League, der höchsten japanischen Spielklasse. Mit Beleza wurde sie 2007, 2008 und 2010 Meisterin der Liga. In der Saison 2012 war Nagasato mit 19 Toren die zweiterfolgreichste Torjägerin der Liga. Im Februar 2013 unterschrieb sie einen Halbjahresvertrag beim 1. FFC Turbine Potsdam, wo sie mit ihrer Schwester zusammen spielen sollte, die jedoch gleichzeitig den Klub verließ.
Im Jahre 2008 nahm sie mit der japanischen U-20-Nationalmannschaft an der Weltmeisterschaft in Chile teil und erreichte mit ihrer Mannschaft das Viertelfinale. Nagasato wurde darüber hinaus ins All-Star-Team gewählt. Am 29. Juli 2009 debütierte sie in der japanischen A-Nationalmannschaft, als Japan mit einem 0:0 erstmals einen Punkt gegen Deutschland holen konnte und sie fünf Minuten vor dem Spielende eingewechselt wurde.
Im Gegensatz zu ihrer Schwester, die bei ihrem Debüt in der Startelf stand, wurde sie aber weder für die WM 2011 noch für die Olympischen Spiele 2012 nominiert.
Sie wurde aber ebenso wie ihre Schwester Yūki für die WM 2015 nominiert. Während Yūki aber in allen sieben Spielen zum Einsatz kam, wurde Asano nur im letzten Gruppenspiel gegen Ecuador, als Trainer Norio Sasaki einige Stammspielerinnen schonte, für 15 Minuten eingewechselt.
Wegen der Verletzungen an beiden Knien – sie musste am Knorpel operiert werden – kam sie in der letzten Saison kaum zum Einsatz. Ihr bis 2017 laufender Vertrag wurde im April 2016 in gegenseitigem Einvernehmen aufgelöst.

## Erfolge
- Vizeweltmeisterin 2015
- Japanische Meisterin 2007, 2008, 2010
- DFB-Hallenpokalsiegerin 2014